# Lješnica (gmina Kučevo)
Lješnica (cyr. Љешница) – wieś w Serbii, w okręgu braniczewskim, w gminie Kučevo. W 2011 roku liczyła 189 mieszkańców.